# 濁軟腭塞擦音
濁軟腭塞擦音是一種不常見的輔音，出現在一些口語中，國際音標記作⟨ɡ͡ɣ⟩或⟨ɡ͜ɣ⟩，X-SAMPA音標則記作g_G。其中間的弧線可以省略，則音標可以分別改寫作⟨ɡɣ⟩（IPA）、gG（X-SAMPA）。
尚未發現以此塞擦音當作獨立音位的語言，但英語有一些方言將其當作/g/（濁軟腭塞音）的同位異音。

## 特徵
濁軟腭塞擦音的特徵包括：
- 調音方法屬於塞擦音，調音時先阻礙空氣在聲腔流動，再形成狹窄通道讓氣流通過發生湍流來調音。

- 調音部位是軟腭，即以舌根部位抵住軟腭。

- 發聲類型是濁音，意味着發音時聲帶顫動。

- 本輔音是口腔輔音（口音），表示調音時空氣只從口裡流出。
- 本輔音為中央輔音，調音時氣流在口腔的中央流過舌面，而不從兩側流過。
- 氣流機制是肺部氣流，即由肺與橫膈膜驱动空气。

## 出現於
| 語言 | 語言       | 詞彙 | IPA      | 意思 | 註釋                                              |
| ---- | ---------- | ---- | -------- | ---- | ------------------------------------------------- |
| 英語 | 考克尼方言 | good | [ˈɡ͡ɣʊˑd̥] | 好的 | 偶爾當作/ɡ/的同位異音。參見英語音系學。           |
| 英語 | 標準英音   | good | [ˈɡ͡ɣʊˑd̥] | 好的 | 偶爾當作/ɡ/的同位異音。參見英語音系學。           |
| 英語 | 利物浦英語 | good | [ˈɡ͡ɣʊˑd̥] | 好的 | /ɡ/在音節首或字尾可能的同位異音。參見英語音系學。 |

## 外部鏈結
- 在PHOIBLE上搜尋含有[ɡɣ]的語言